# Tempio di Santa Maria della Consolazione
Il tempio di Santa Maria della Consolazione è un importante luogo di culto cattolico di Todi, che si trova all'esterno delle mura duecentesche della città.
Opera architettonica di importanza internazionale, è considerato uno degli edifici-simbolo dell'architettura rinascimentale. La sua costruzione cominciò nel 1508 per concludersi dopo cent'anni. Per chi proviene da Orvieto, la chiesa è visibile in lontananza prima di entrare nella città. La sua architettura classica si contrappone a quella del centro storico, di carattere medievale.
La Chiesa è di proprietà dell’Ente pubblico “La Consolazione E.T.A.B.” (per esteso La Consolazione Ente Tuderte di Assistenza e Beneficenza) di Todi ed è l’erede  di un’antica “Opera Pia”, fondata nel 1507 dai cittadini allo scopo  di  amministrare i lasciti a favore dei bisognosi e  provvedere alle cure della „Fabbrica del Tempio della Consolazione“: un’opera d’arte  unica al mondo, per  purezza di stile  e  perfetta armonia delle forme, ancora oggi “modello ideale” dell'architettura rinascimentale.
Nell'ETAB sono state raggruppate le antiche Opere pie di Todi ancora esistenti dopo varie riforme del XX secolo con una storia centenaria di ben otto secoli.
A Todi l’attività assistenziale e caritativa ha origini molto antiche: fin dal sec. XIII, infatti, è attestata l’esistenza dell’Ospedale di Carità, che una leggenda vuole fosse fondato da san Francesco attorno al 1220. Nel Museo di Todi si conservano, infatti, le cinque forcine di legno di quercia con le quali san Francesco avrebbe costruito la capanna per proteggere un fanciullo abbandonato, primo nucleo dell’opera pia.
Dopo 8 secoli, l’Ente è tuttora presente e attivo nel territorio, con interventi di solidarietà  e con un’attenta tutela e valorizzazione del patrimonio artistico e culturale della Città.

## Posizione
Il tempio resta ancor oggi in posizione relativamente periferica. Questo rende evidente il fatto che per Santa Maria della Consolazione è stato introdotto un principio innovativo di urbanistica, per certi versi paragonabile a quello medievale della Basilica di San Pietro a Roma (anch'essa fuori dalle mura).

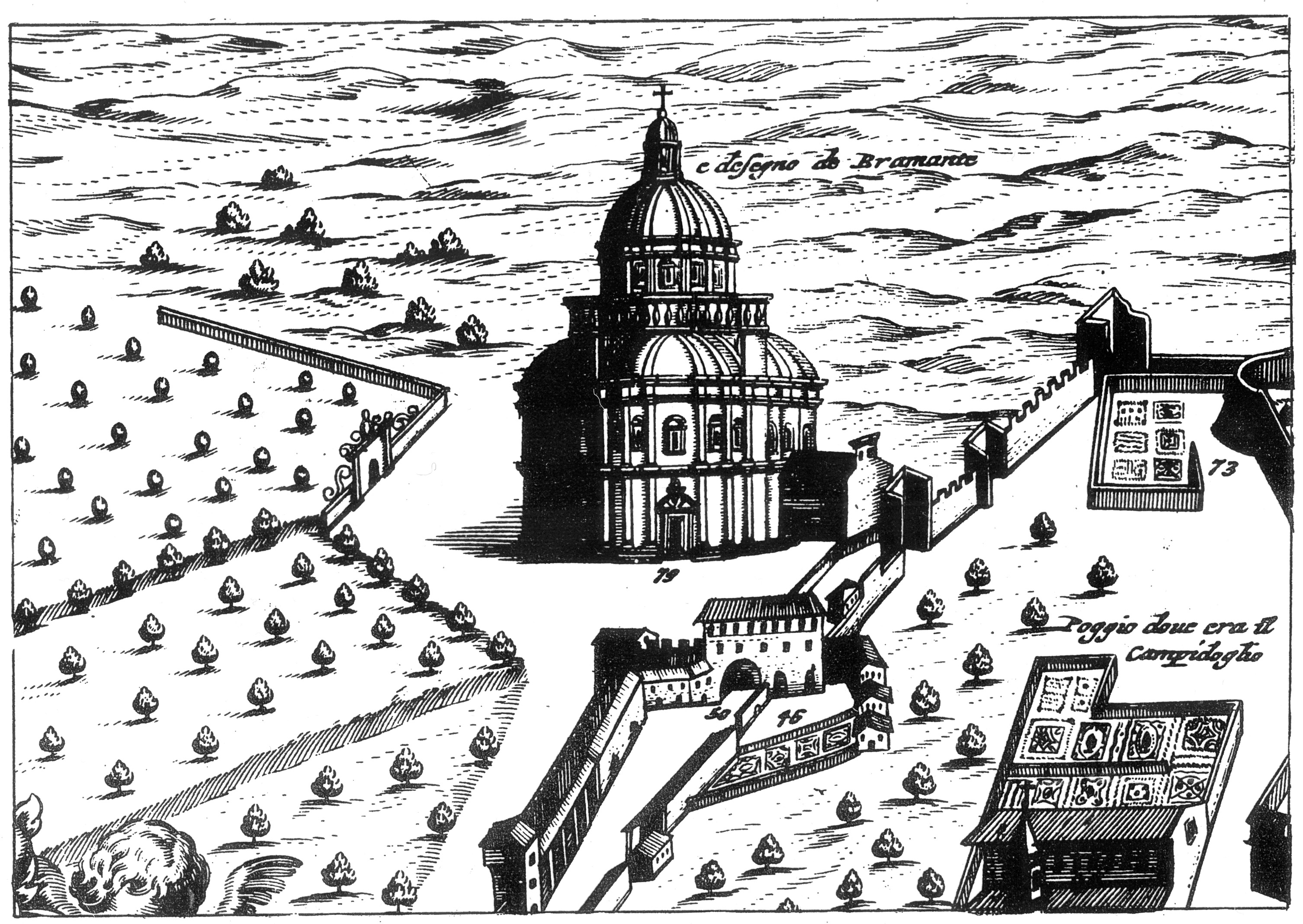
Jean Blaeu, vista della chiesa al di fuori della mura di Todi, 1663

Comunque, è soprattutto a partire dall'epoca del Rinascimento che edifici del genere vengono collocati al di fuori delle mura di cinta, secondo le teorie architettoniche proposte da Leon Battista Alberti. Spesso la città medievale non disponeva più di aree edificabili all'interno delle mura e i comuni trovavano nei luoghi esterni la possibilità di creare soluzioni urbanistiche nuove e svincolate dai canoni di spazio e di forma imposti dagli edifici circostanti.

## Storia

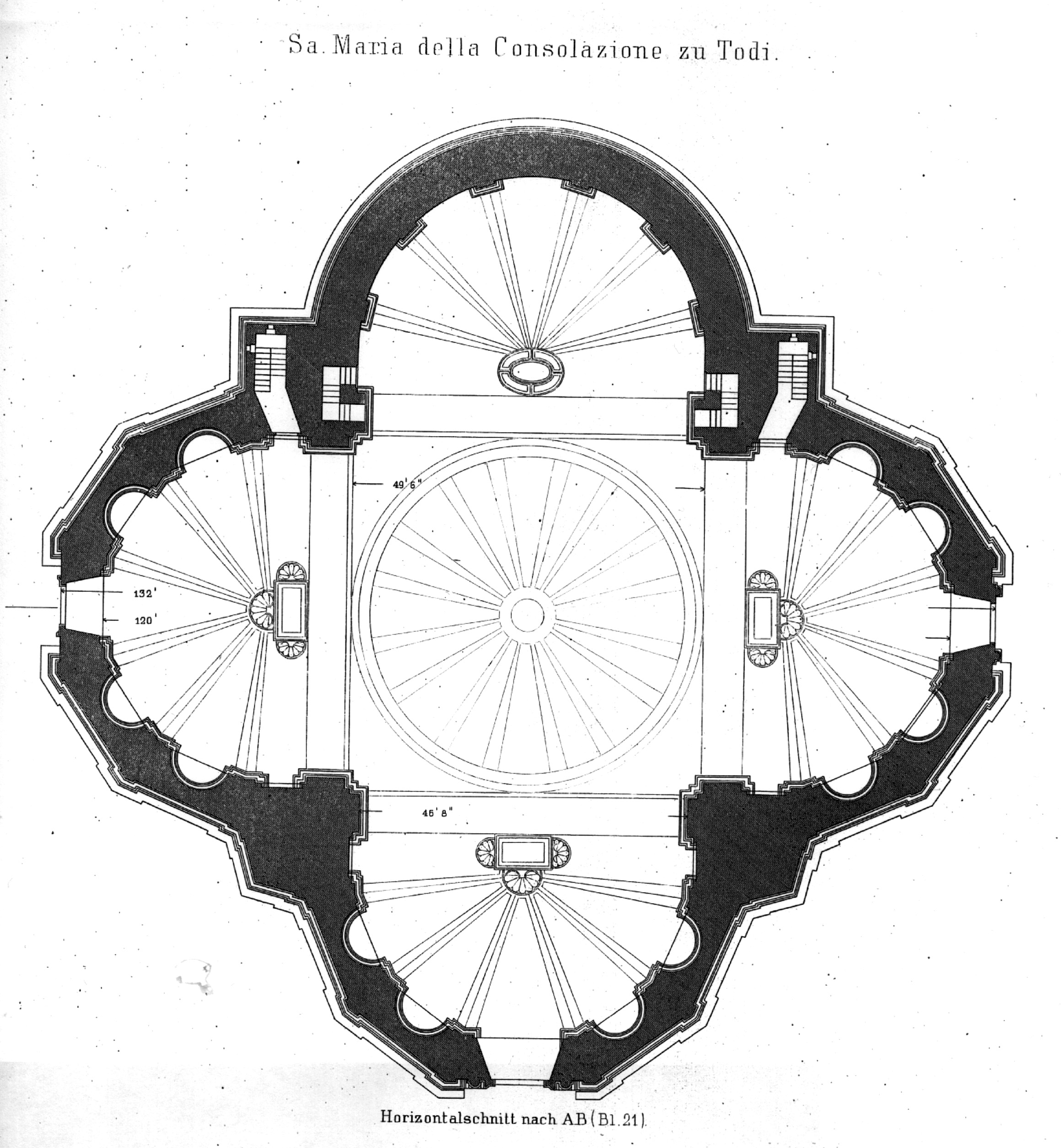
Pianta

DA PROGETTO DI FEDE A CANTIERE RINASCIMENTALE
“Nell’anno di nostra salute 1508 piacque all’Altissimo rendere con segnati Miracoli oggetto di singolare Devozione una effige della Vergine Santissima dipinta in un muro appresso la città di Todi”. Con queste parole gli eruditi del XVIII secolo spiegavano la causa che portò alla costruzione del Tempio di Santa Maria della Consolazione. All’origine vi è dunque una piccola edicola raffigurante al suo interno le nozze mistiche di Santa Caterina d’Alessandria, posta appena fuori dalle mura cittadine e totalmente ricoperta da rovi che, dal maggio del 1508, iniziò a dispensare numerose grazie, cosicché fu data all’immagine per voce di popolo il titolo di Madonna della Consolazione.
Tutti questi avvenimenti straordinari accrebbero talmente la devozione degli abitanti che, in un primo momento, per proteggere la miracolosa effige dalle intemperie e dare la possibilità ai fedeli di venerarla essa fu inserita in una piccola cappella. Successivamente iniziò a maturare l’idea di custodire la cappellina, che dava ricovero alla venerata immagine, in una chiesa più grande tale da divenire un superbo contenitore per accogliere i devoti in pellegrinaggio. Sono proprio queste prime scelte costruttive che inequivocabilmente portano a qualificare l’edificio come un vero e proprio Santuario Mariano, paragonando la sua filosofia di realizzazione ad altre costruzioni coeve come la Santa Casa di Loreto o la Porziuncola a Santa Maria degli Angeli.
Fu istituita da subito una Congregazione laica di nobili tuderti per sovrintendere e finanziare la costruzione della chiesa che ha questo punto assumeva la duplice funzione di edificio di culto e nel contempo di sede della Congregazione. Dal 1508 la Nobile Congregazione iniziò a produrre tutta la documentazione pertinente sia la sua attività di carità e assistenza, sia la gestione per la costruzione del Tempio, documentazione che oggi costituisce l’archivio della Fabbrica della Consolazione. Parallelamente alla costruzione della chiesa si stava provvedendo all’allestimento degli Ospedali che avrebbero dovuto dare ricovero ai pellegrini provenienti da tutta Europa per venerare la Sacra Immagine.
Così da un atto di devozione e dalla volontà di un gruppo di aristocratici tuderti di eternare architettonicamente la grandezza della città di Todi ebbe inizio l’avventura della costruzione di uno dei più importanti edifici religiosi del Cinquecento italiano. I più eccellenti architetti e mastri costruttori dell’epoca parteciparono alla progettazione dell’edificio. Tutta la ricostruzione cronologica degli interventi si è resa possibile grazie alle capillari indagine fatte da illustri storici italiani ed europei proprio sulle carte che compongono l’archivio della Fabbrica della Consolazione.
Dal punto di vista politico, il comune di Todi si trovava in rapporto di concorrenza con altre città vicine. Diverse di esse avevano alle loro spalle la costruzione di prestigiose cattedrali medievali: per il comune di Todi era vantaggiosa la prospettiva di costruire una chiesa assai rappresentativa in stile rinascimentale, dunque da considerarsi moderno. La posizione periferica della chiesa offriva inoltre il vantaggio di presentare la città con un oggetto di prestigio visibile già da lontano. Il finanziamento del progetto fu possibile grazie a diverse fonti: tra queste, grande importanza dovevano avere le offerte versate dai pellegrini malati. Fra l'altro, fu iniziata anche la costruzione di un'infermeria.
Il 20 maggio del 1509 fu chiamato dai Rettori della Fabbrica, così erano chiamati coloro i quali attendevano ai lavori del Tempio, Cola da Caprarola. Parallelamente ai lavori aumentavano anche le donazioni che molti fedeli di Todi facevano in denaro o in terreni per contribuire alle spese del Sacro Edificio. Nel 1531 è coinvolto nella costruzione Antonio da Sangallo il Vecchio.
Nel 1518, prima dell’arrivo del Sangallo, si registrano i pagamenti fatti a Baldassarre Peruzzi quindi, nel 1532, ad Antonio da Sangallo il Giovane. Il 18 giugno del 1565 Jacopo Barozzi detto il Vignola fu pagato 18 fiorini per le sue “fatighe” sul tempio della Consolazione. Due anni dopo, nel 1567, è la volta dell’architetto perugino Galeazzo Alessi fino ad arrivare al 1597 con l’intervento dell’orvietano Ippolito Scalza. Architetti a cui si affiancarono maestranze di scalpellini provenienti dal nord Italia tra questi anche famosi maestri lapicidi italiani come Rocco da Vicenza o i fratelli Casella di Carona. L’opera finalmente fu portata a conclusione il 16 aprile del 1607 dopo un cantiere durato ben cento anni, con il collocamento sulla lanterna di una croce di ferro portata in solenne processione dal vescovo Marcello Lante.
Il 5 novembre del 1574 in occasione della visita apostolica di Pietro Camaiani, per conto del vescovo di Todi Angelo Cesi, era nominato per la prima volta il grande architetto Donato Bramante esattamente con queste parole: “…fu fondato il grande tempio cui abbiamo accennato il quale riuscirà davvero lodevole se lo porteranno a termine seguendo il modello che abbiamo personalmente visto disegnato dal celebre architetto Donato Bramante”. La storia dell’insigne monumento cittadino continuò anche dopo la sua ultimazione data la costante necessità di interventi di restauro e di manutenzione. Ancora nomi illustri dell’arte italiana hanno ruotato intorno al monumento tuderte: il primo gennaio del 1620 i Rettori si portarono a Roma, con al seguito il modellino ligneo, per chiedere consiglio su alcune opere da ultimare a Carlo Maderno, Architetto della Fabbrica di San Pietro. Un’altra consulenza architettonica di rilievo viene annotata nei registri d’archivio del 1660 quando di nuovo i Rettori con il modello ligneo giunsero a Roma per avere consigli da Francesco Borromini su come proteggere il Tempio dall’umidità.
La Consolazione è stata il locus celeber privilegiato per tutte le forme della ritualità e della rappresentazione religiosa e civile tra XVII e XIX con solenni processioni, sacre funzioni, visite e feste religiose sempre accompagnate da quelli che anticamente venivano chiamati “spari d’archibugio”.
Non è però solo un simbolo artistico ma molto di più; è un luogo di fede, un santuario mariano, in cui si identifica l’intera collettività della città e delle sue frazioni. È questo il valore più importante della nostra Consolazione che ha accompagnato e accompagna generazioni e generazioni di tuderti in molti momenti della loro vita.

## Descrizione

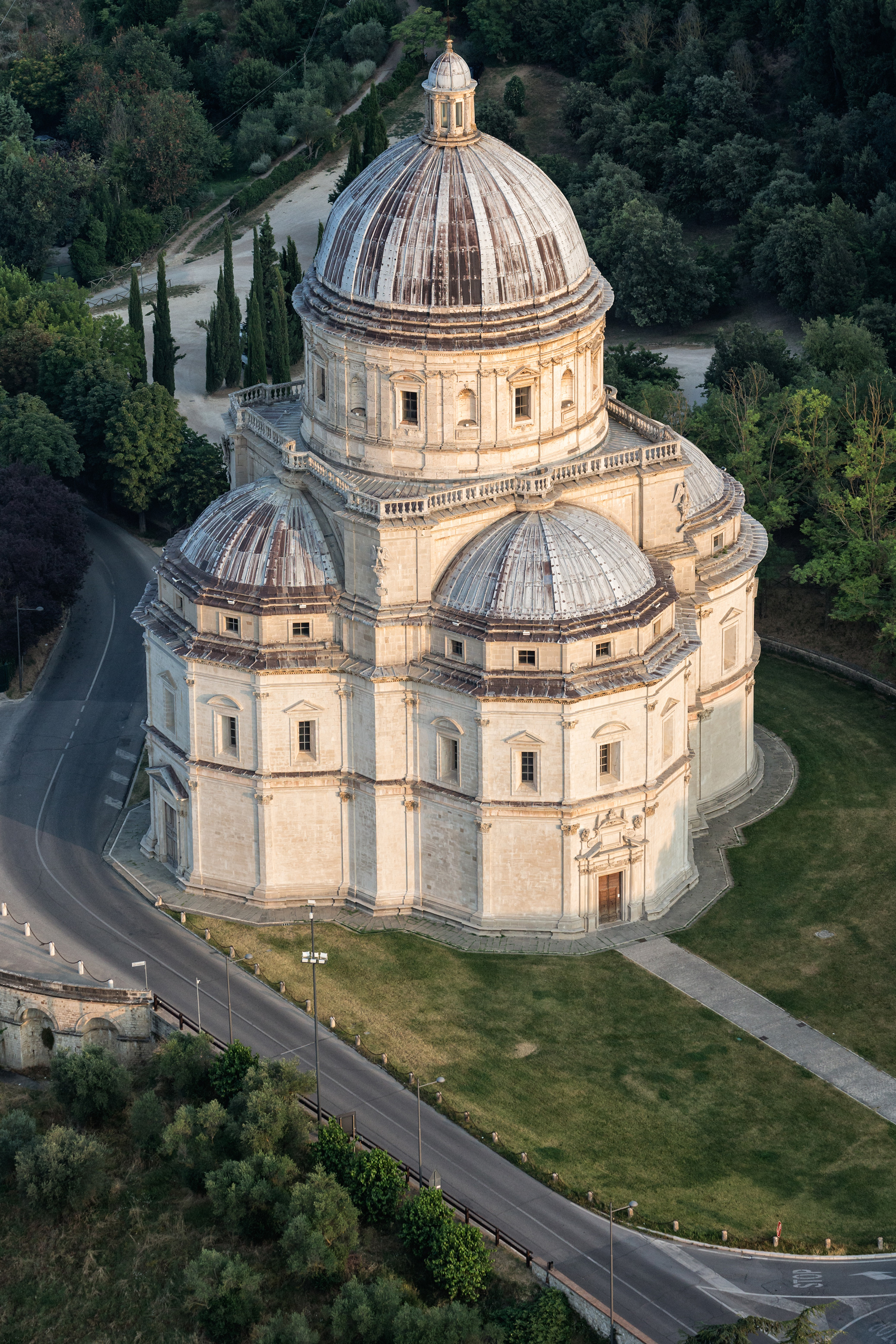
Veduta dell'esterno

### Esterno
L'edificio è a pianta centrale, a forma di croce greca: un blocco base a pianta quadrata è costruito tra quattro massicci pilastri angolari; intorno al blocco centrale si raggruppano quattro absidi che formano i bracci della croce e che delineano gran parte del perimetro del tempio. Vista da fuori, la chiesa è decorata da un doppio ordine corinzio di delicate lesene.
La successione delle piccole finestre, disegnate da Valentino Martelli, è ritmata dall'alternarsi di frontoni triangolari e curvi.
Le quattro absidi sono capeggiate da altrettante semicupole che circondano alla base la grande terrazza quadrata, intorno alla quale furono applicate quattro aquile realizzate da Antonio Rosignoli tra il 1601 e il 1604; esse simboleggiano il potente comune di Todi. Con la sua balaustra, la terrazza sovrasta il grande blocco a pianta quadrata.
Dalla terrazza si solleva una grande cupola a tamburo, che corona con la sua lanterna l'intero edificio, alto circa 50 metri. In concordanza con la teoria architettonica rinascimentale, la visione d'insieme del tempio rende chiaramente visibili poche forme geometriche essenziali: quadrato, triangolo, cerchio, cilindro, sfera.

### Interno

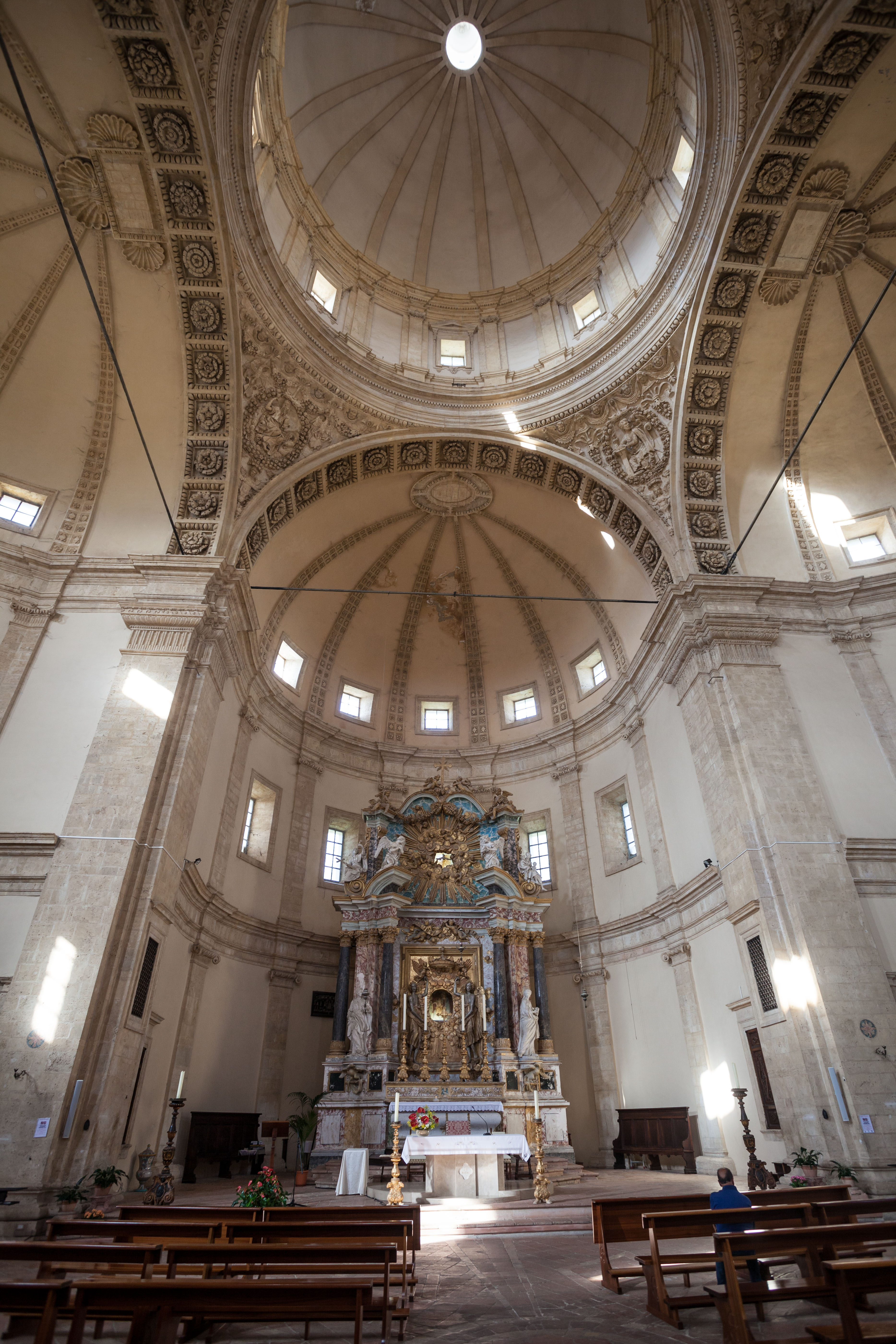
Veduta dell'interno.

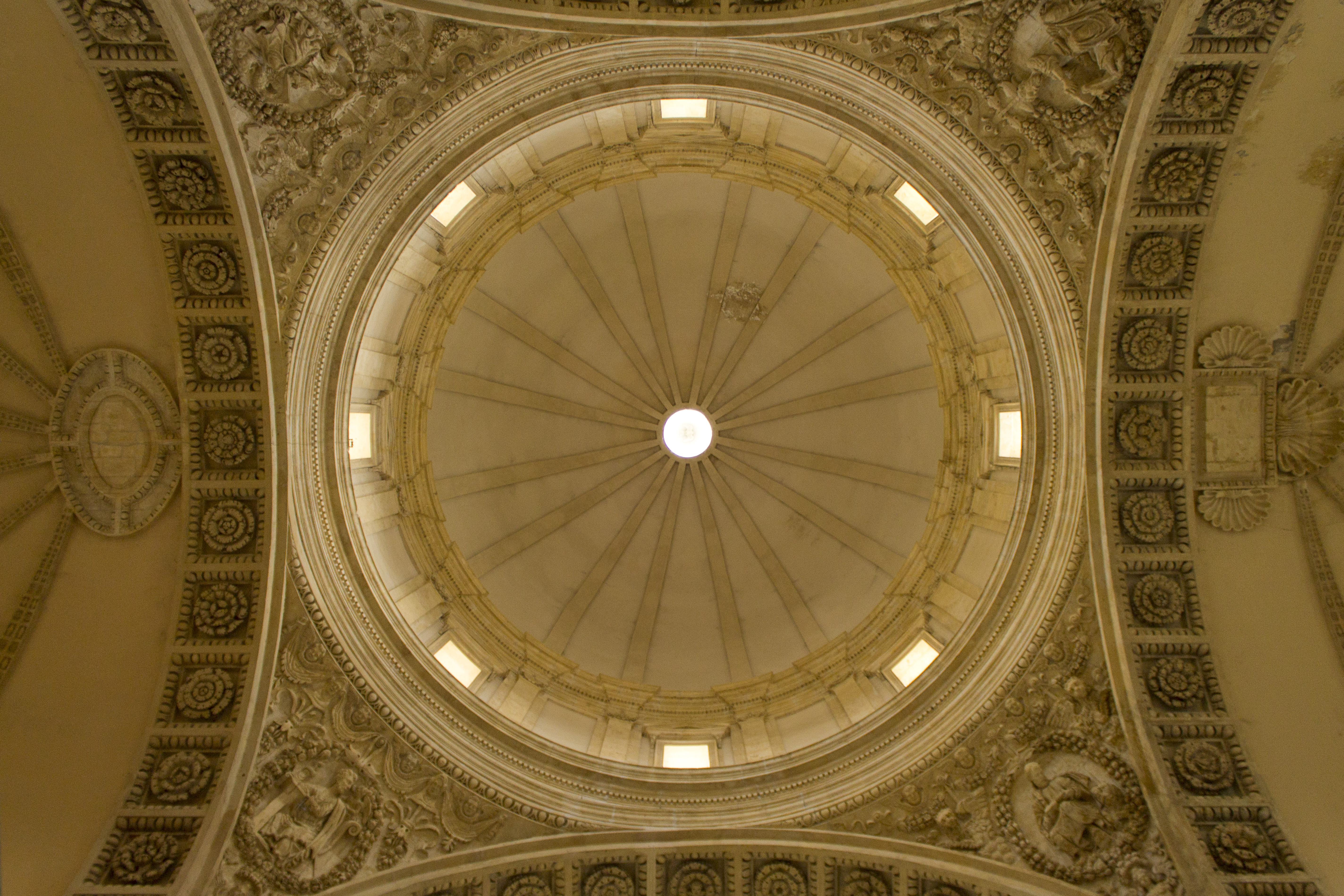
La cupola.

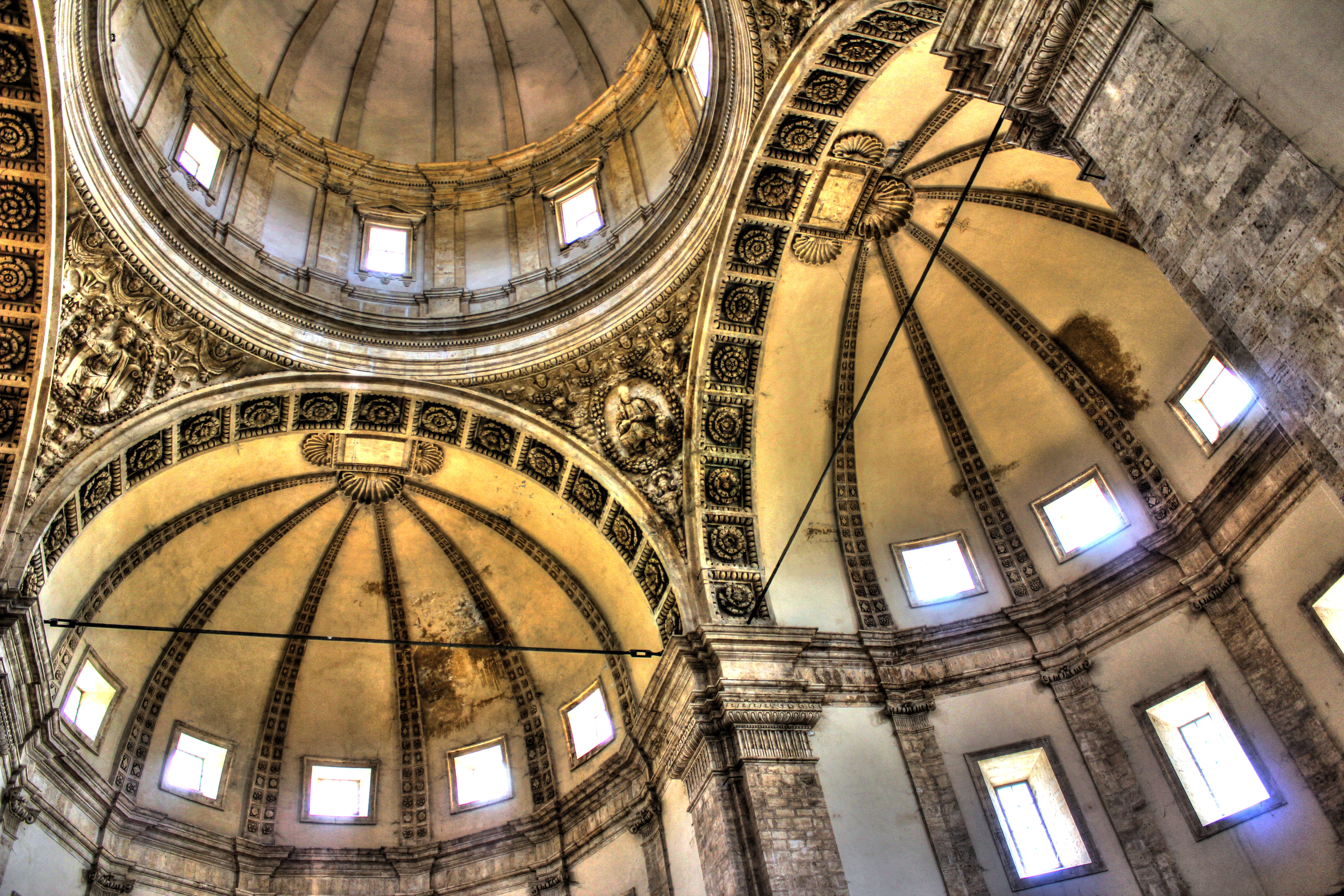
Gioco delle volte.

Il progetto ricorda da vicino quello originale della Basilica di San Pietro a Roma, per la quale Bramante prevedeva, all'epoca, una chiesa a pianta centrale come nel caso di questo tempio.
Date le minori dimensioni di Santa Maria della Consolazione, è facile capire come mai il progetto di Todi andò in porto più facilmente di quello di San Pietro, caratterizzato da continui ripensamenti e compromessi che avrebbero comportato tra l'altro la rinuncia all'impianto a croce greca così caro all'architettura rinascimentale.
La scelta venne invece perseguita con coerenza per la chiesa di Todi. La pianta centrale andava così pienamente incontro agli ideali dell'epoca: perfezione, massimo equilibrio possibile tra le parti ed unità dello spazio. A queste considerazioni di natura stilistica si contrapponevano degli svantaggi pratici: un problema spesso irrisolto stava nel fatto che in questi edifici non era chiara l'assegnazione di un posto ideale agli altari e alla comunità dei fedeli. Sistemare uno degli elementi principali della chiesa in uno dei quattro bracci della croce non poteva infatti che disturbare la simmetria nel suo insieme.
Per esempio, non era evidente dove sistemare la sacrestia, sicché nel 1613 (sei anni dopo il completamento) ne fu aggiunta una esterna che si appoggiava al lato nord, ma questo danneggiava sensibilmente l'armonia esteriore dell'insieme. La sacrestia venne quindi abbattuta, seppure dopo molto tempo, nel 1862 (in occasione dell'unificazione dello stato italiano).
Dal punto di vista geometrico non era neanche evidente da che parte sistemare l'immagine di Maria, dato che i quattro bracci della croce si equivalevano (almeno in teoria). Il problema venne risolto creando a nord un'abside a pianta semicircolare che si distingueva dalle altre tre, di forma poligonale. Vista dal lato, la chiesa risulta dunque lievemente asimmetrica ed è nell'abside circolare che venne sistemata l'immagine della Madonna con il bambino. Essa si trova ancor oggi al suo sito originario, in corrispondenza dell'imponente altare maggiore. L'antica credenza di guarigioni miracolose è sopravvissuta fino al giorno d'oggi.
Le absidi di est, sud ed ovest, quelle poligonali, sono alleggerite all'interno da quattro nicchie ciascuna. Ciascuna di esse ospita la statua di uno dei dodici apostoli. Orizzontalmente, vi è una divisione data da un doppio ordine di lesene (che però non ricalca affatto le proporzioni date all'esterno). Nella chiesa si trova inoltre una statua in legno di una delle personalità tuderti di maggior spicco, papa Martino I, vissuto nel settimo secolo d.C.
La luce proviene da fonti situate a diversi livelli di altezza tutt'intorno all'edificio. Questa disposizione sottolinea in maniera ideale l'unità spaziale della costruzione.

### Organo a canne
Nell'abside laterale sinistra vi è l'organo a canne Pinchi opus 439, inaugurato nel 2008.
Lo strumento è a trasmissione mista, meccanica per i manuali e il pedale ed elettrica per i registri e le combinazioni, e la sua consolle è a finestra, con due tastiere e pedaliera. L'organo conta 21 registri, per un totale di 1516 canne.

## Galleria d'immagini

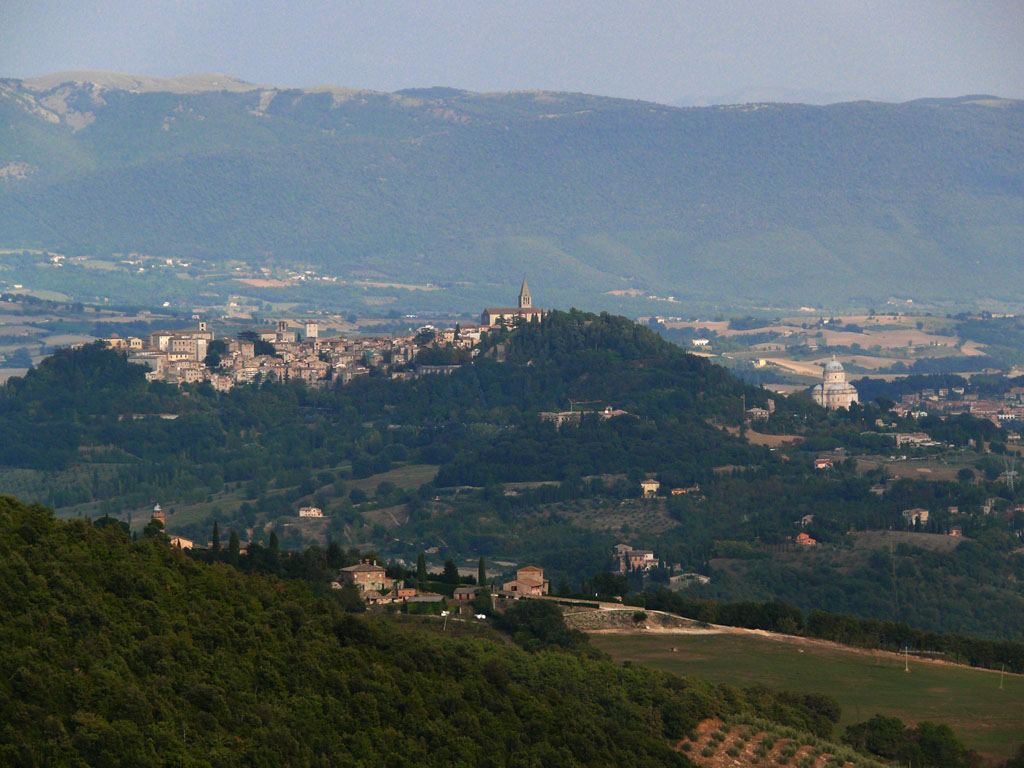
A sinistra, il centro di Todi, a destra la chiesa di S. Maria della Consolazione
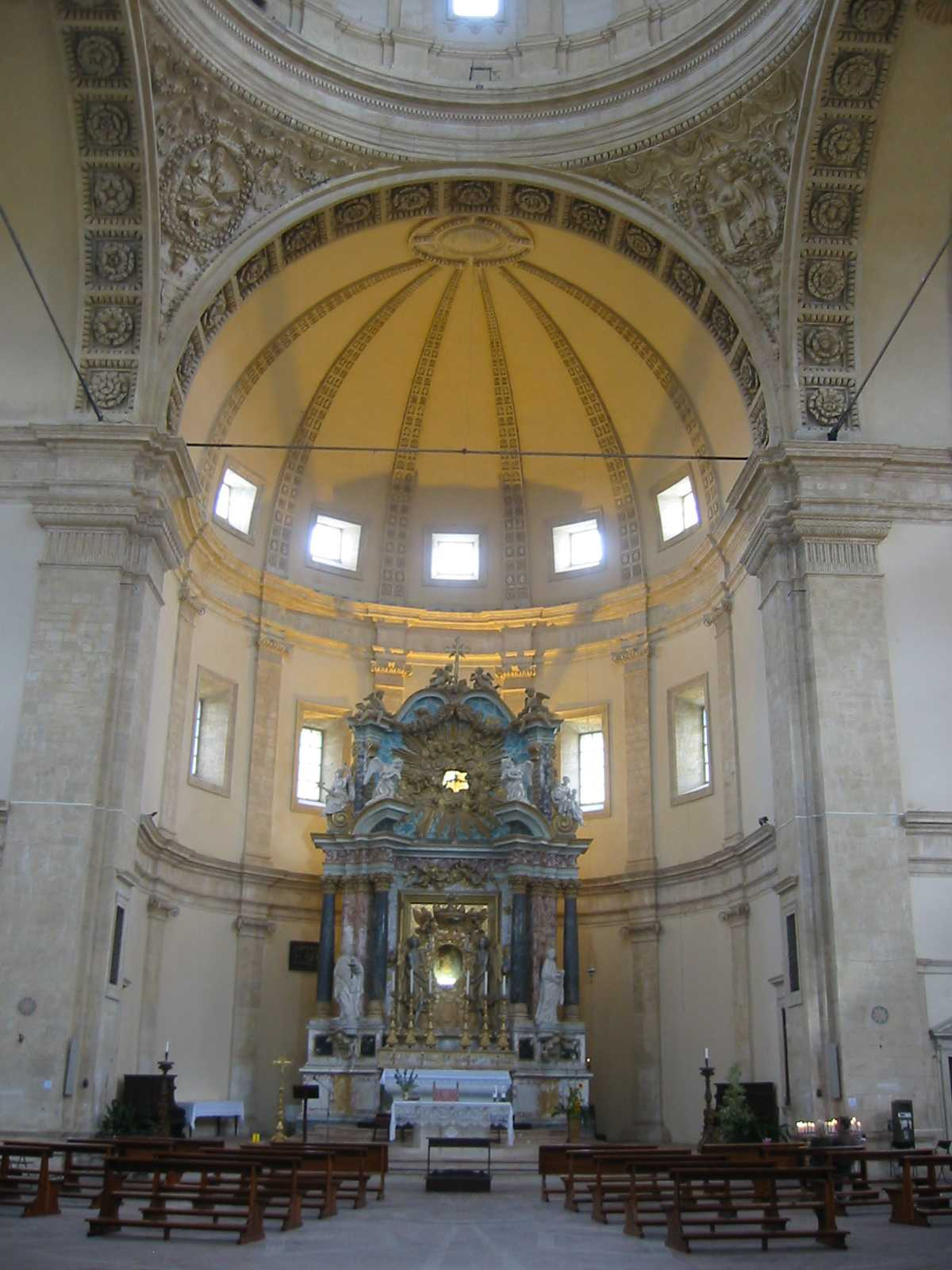
Abside a nord con altare barocco
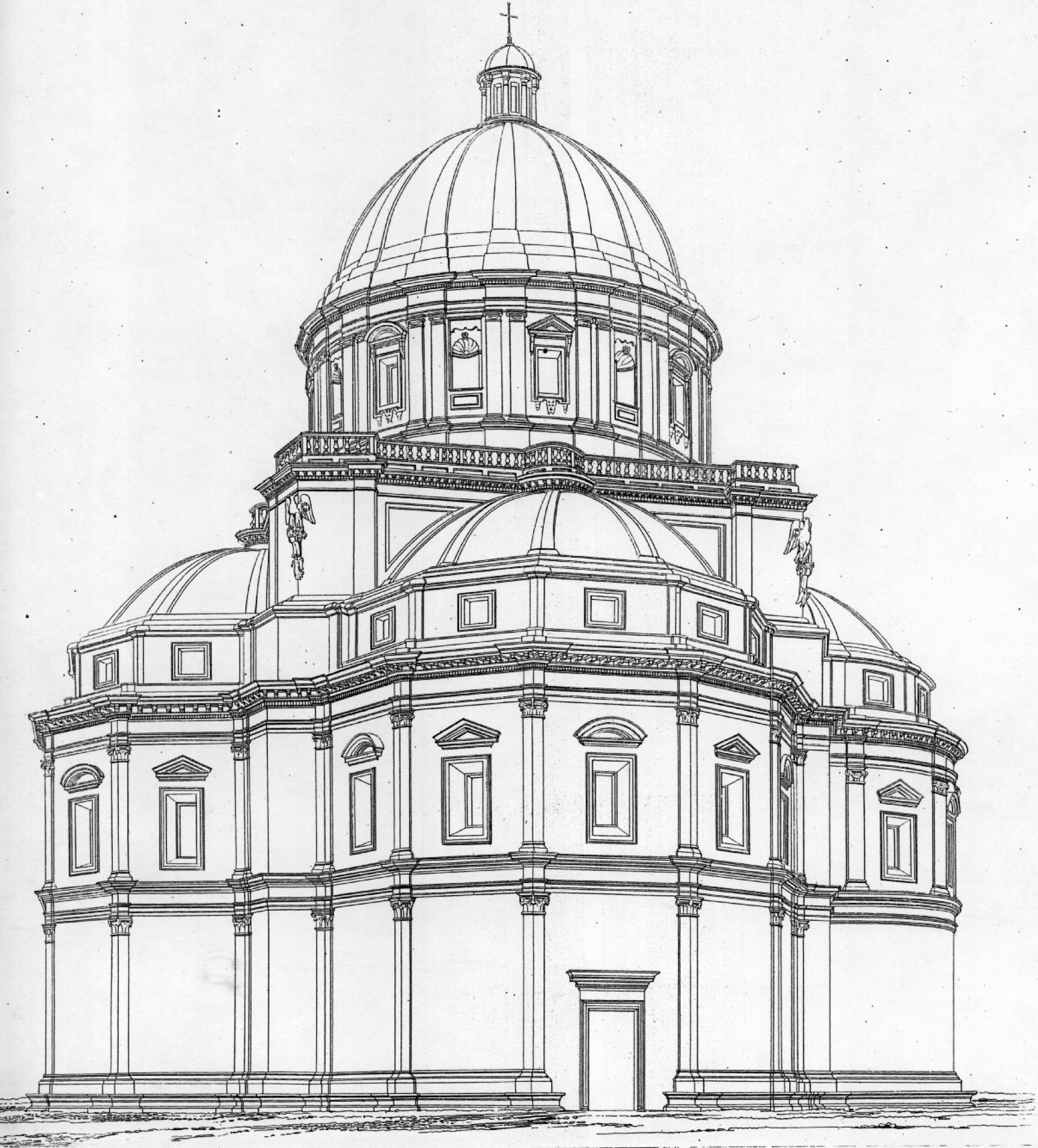
Disegno dell'esterno
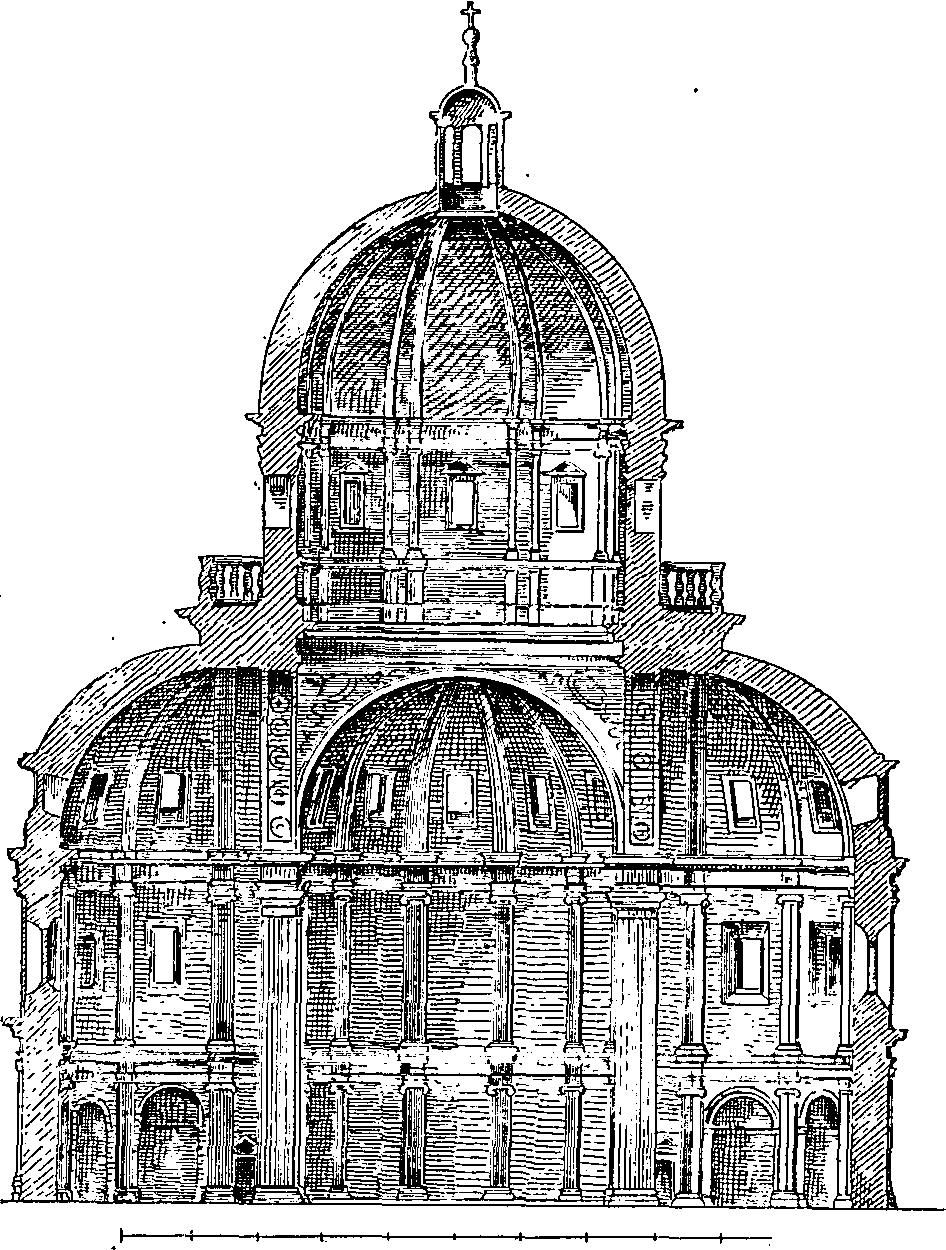
Sezione trasversale (da Palustre, L'Architecture de la Renaissance, 1892)
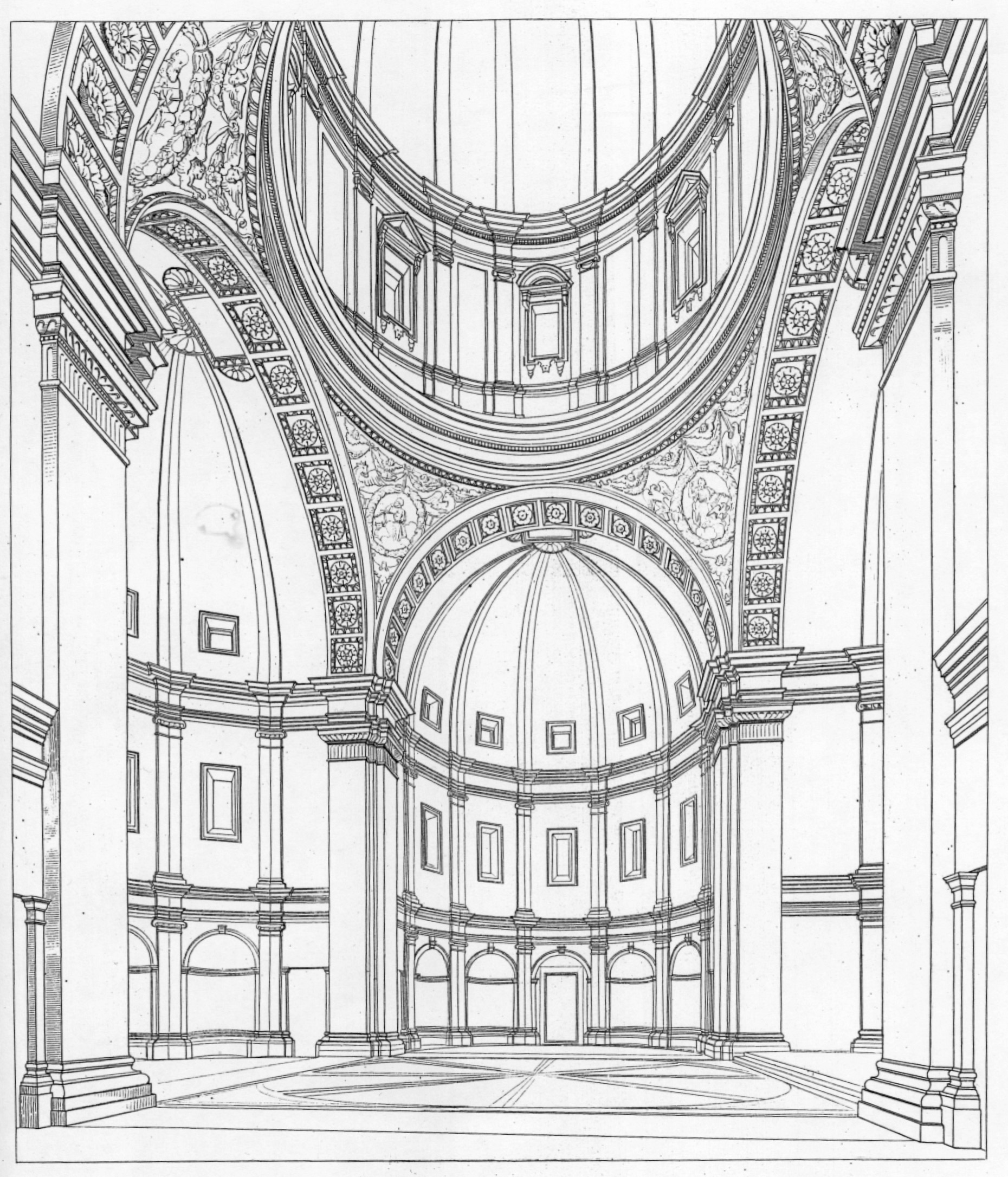
Disegno dell'interno.